# Rabbiner

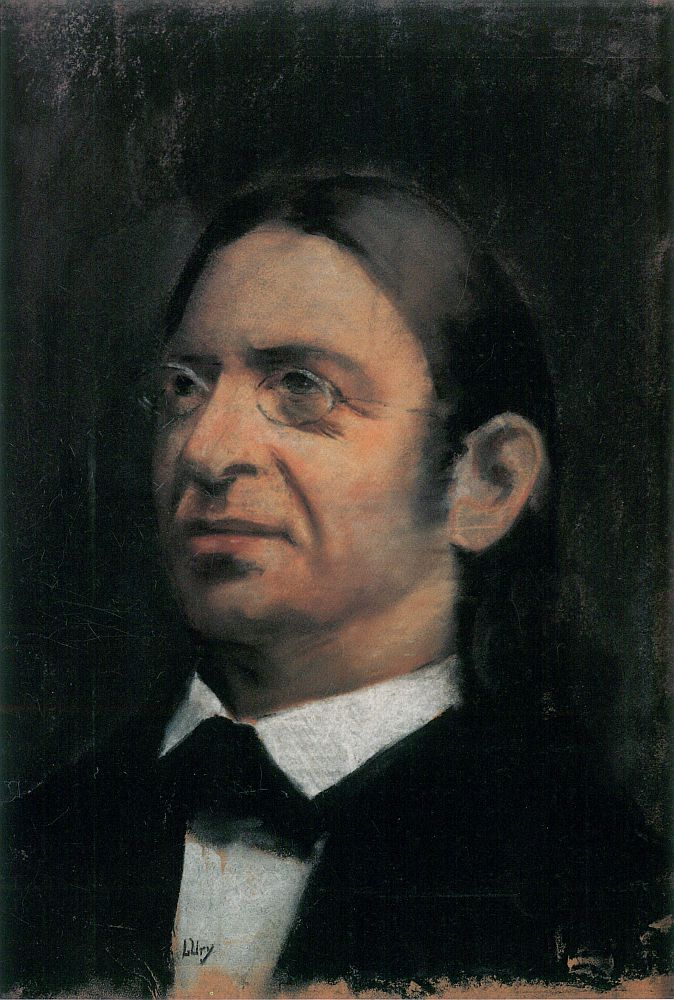
Lesser Ury: Abraham Geiger, bedeutender deutscher Rabbiner des 19. Jahrhunderts

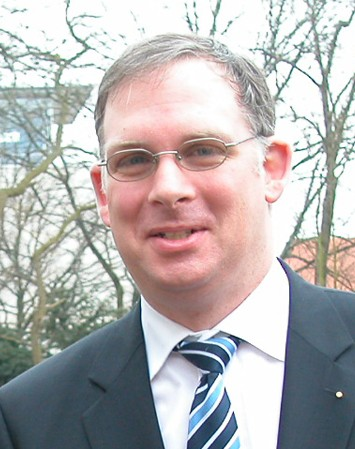
Jonah Sievers, geschäftsführendes Mitglied des Vorstands der Allgemeinen Rabbinerkonferenz Deutschlands (Stand 2021)

Ein Rabbiner ist ein Funktionsträger in der jüdischen Religion. Seine Hauptaufgabe ist es, die Tora zu lehren. Die Grundform des Rabbiners entwickelte sich in der Pharisäer- und Talmud-Ära, als sich gelehrte Lehrer versammelten, um die schriftlichen und mündlichen Gesetze des Judentums zu kodifizieren. Der erste Weise, für den die Mischna den Titel eines Rabbi verwendet, war Jochanan ben Sakkai, ein Gelehrter des 1. Jahrhunderts.
In den verschiedenen jüdischen Glaubensrichtungen gibt es unterschiedliche Anforderungen an die rabbinische Semicha (hebräisch סְמִיכָה Auflegen (der Hände)) und große Meinungsverschiedenheiten darüber, wer als Rabbiner anerkannt wird. So gibt es im orthodoxen und im ultraorthodoxen Judentum keine Rabbinerinnen. Das konservative Judentum hingegen lässt Frauen aus halachischen Gründen als Rabbinerinnen zu, das Reformjudentum aus ethischen Gründen.

## Etymologie

### Rabbiner
Der Begriff Rabbiner leitet sich von hebräisch רב Rav (groß, viel, bedeutend, bedeutender Mann, Herr) her. Der Plural dieses Wortes lautet hebräisch רבים Rabbim, in der spezifischen Bedeutung „Rabbiner“ jedoch רבנים Rabbanim.
Im aschkenasischen Hebräisch und dem Jiddischen wird das Wort in der Einzahl Row und in der Mehrzahl Rabbonim ausgesprochen.
Das Aramäische kennt die Form Rabbuni (Meister, Lehrer).
Alle Formen gehen auf die semitischen Wurzeln (hebräisch רבב r(a)b(a)b und hebräisch רבה r(a)b(a)h, deutsch ‚viel sein, groß sein‘) zurück.
Als Rebbetzin wird im aschkenasischen Judentum die Ehefrau des Rabbiners bezeichnet.

### Chacham
Als Bezeichnung sephardischer Rabbiner ist das Nomen (hebräisch חכם Chacham, deutsch ‚Weiser‘) gebräuchlich. Da im Arabischen الرب / ar-Rabb / ‚der Herr‘ einer der Ehrentitel Allahs ist, nutzen Juden in überwiegend islamischen Ländern fast nur diese Bezeichnung. Chacham ist auch allgemein im Judentum ein Wort der Ehrbezeugung für Gelehrte, v. a. des Talmuds (siehe Isaak Bernays).

### Chassan
Bei den Karäern ist die Bezeichnung Chassan üblich.

### Rabbi
Als Rabbi (hebräisch רַבִּי mein Meister, mein Lehrer) werden seit dem Altertum, vom Zeitalter der Mischna bis ins Mittelalter, jüdische Gelehrte bezeichnet, die die Vorschriften der Tora auslegen. Der deutsche Plural dazu lautet Rabbis und Rabbinen. Normalerweise wird dieses Wort ohne Artikel verwendet.
Rabbi war auch ein Ehrentitel von Personen, die eine besondere Tora-Gelehrsamkeit besaßen. Auch Jesus von Nazaret wird im griechischsprachigen Neuen Testament oft als Rabbi angesprochen.
Verwandt mit dem Wort Rabbi sind die jiddischen Begriffe Rebbe und Reb. Rebbe bezeichnet den Anführer einer chassidischen Gemeinschaft (siehe Admor). Dieser Titel vererbt sich vom Vater auf den Sohn. Mit Reb wird ein Mann ehrenvoll zur Lesung der Tora aufgerufen. Im Alltag ist es durchaus üblich, jeden frommen Juden mit Reb anzusprechen.

## Der Rabbiner in der jüdischen Überlieferung

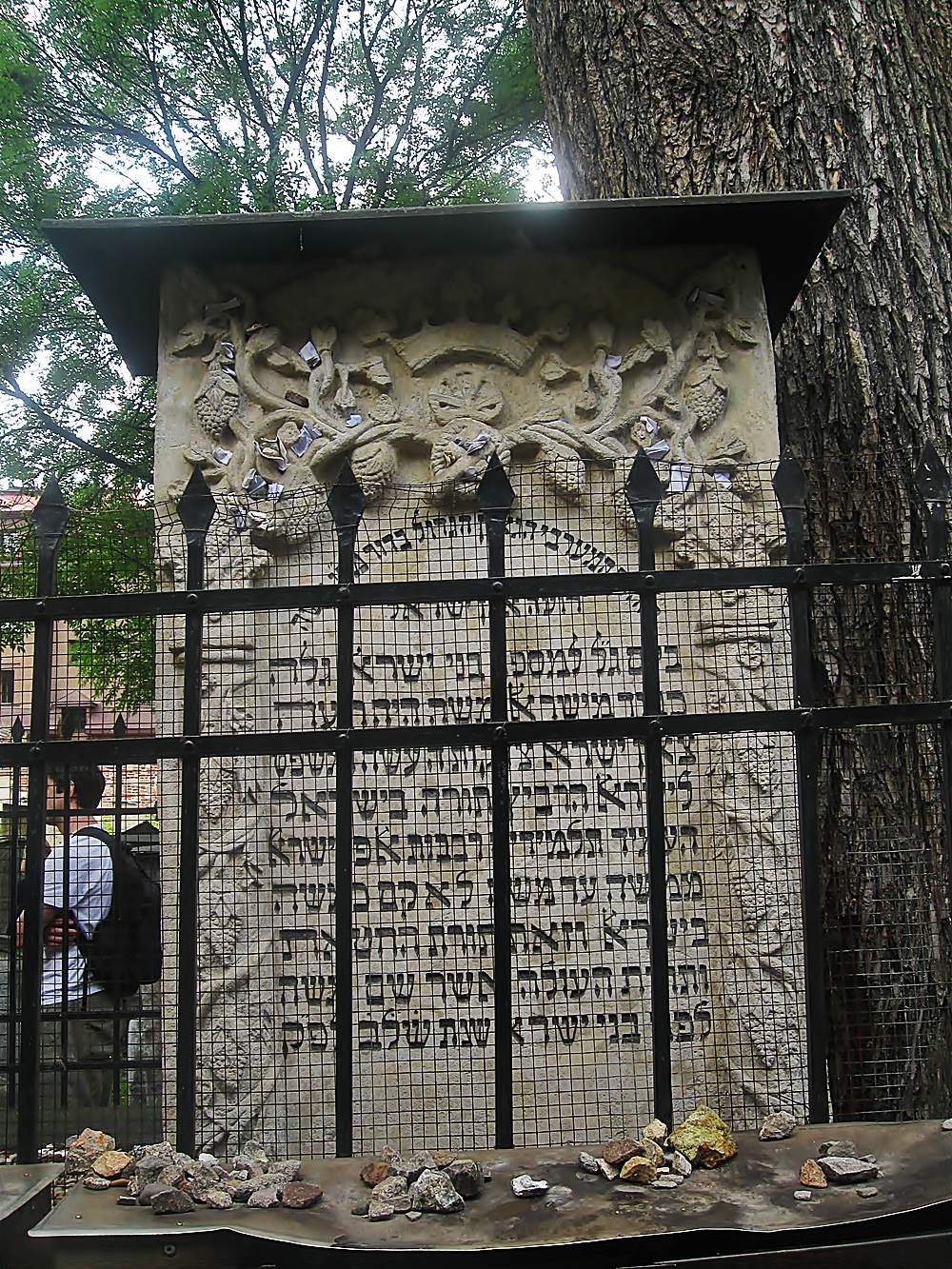
Moses Isserles’ Grabstein auf dem Alten jüdischen Friedhof in Krakau, mit der Inschrift: „von Moses bis Moses gab es keinen wie Moses“

Als besonderer Stand sind Rabbiner (seit Luther in den meisten deutschen Bibeln als Schriftgelehrte bezeichnet) biblisch erstmals in der Zeit nach dem babylonischen Exil in Esra 7,6.11 genannt, dort wird der Priester Esra als ein mit dem Gesetz Moses erfahrener Gelehrter der Schrift erwähnt. Nach jüdischer Überlieferung hat Esra das mosaische Gesetz, das beim Untergang Jerusalems 586 v. Chr. verbrannt sein soll und nur noch mündlich weitergegeben wurde, neu aufgeschrieben. Die Aufgaben der Gelehrten in seiner Tradition waren Auslegung der Tora und der konkrete Praxisbezug jüdischer Lehre im Alltag. Daraus hervorgegangen ist später die Pharisäerbewegung, die schließlich das rabbinische Judentum begründete. Auch Frauen erhielten rabbinische Titel.
Asenath Barzani (1590–1670) aus Mosul im Osmanischen Reich war eine der ersten Frauen, die den Titel Tanna’it (Lehrerin, Meisterin) erhielt. Auch die drei Töchter Raschis galten und wirkten als rabbinische Lehrerinnen und Talmud-Kommentatorinnen, siehe auch Tosefta.

## Aufgaben eines Rabbiners

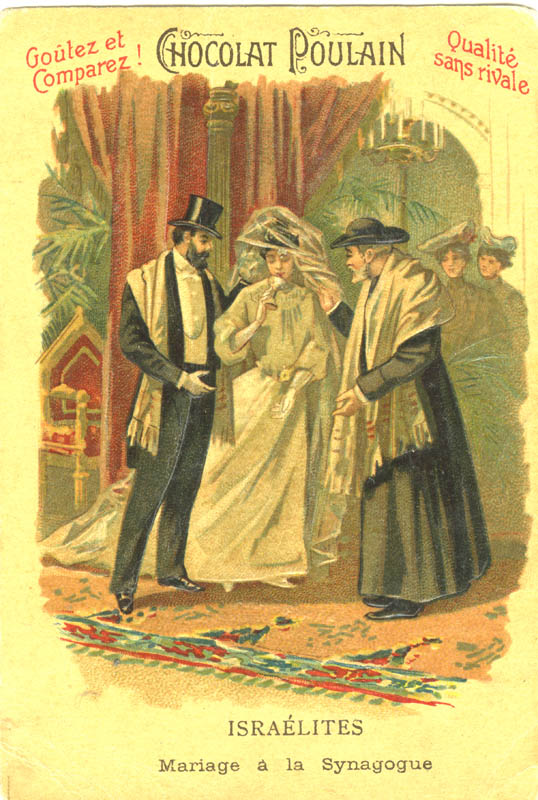
Rabbiner leitet eine jüdische Hochzeitszeremonie, Frankreich, um 1905

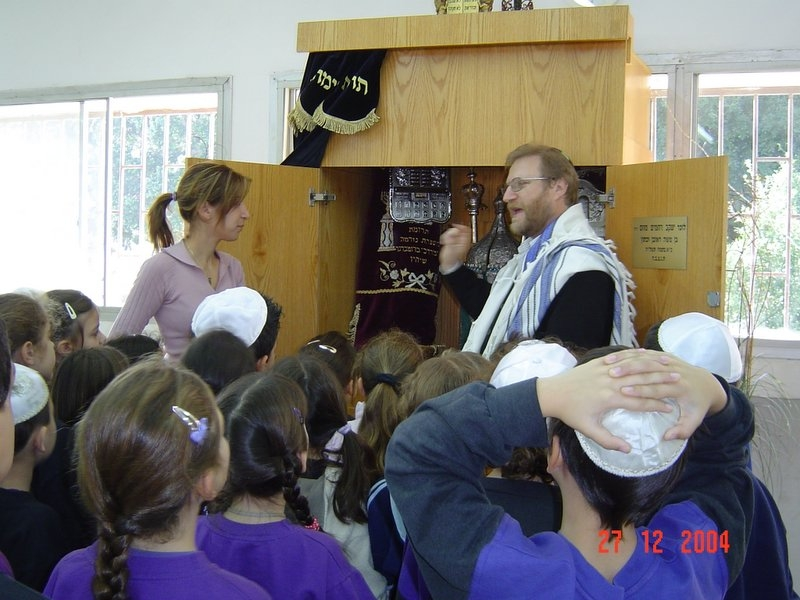
Ein Rabbiner beim Religionsunterricht, 2004

Bis ins Mittelalter durften Rabbiner mit der Tora kein Einkommen erzielen, deshalb arbeiteten sie in Europa ehrenamtlich. So hatte beispielsweise der bekannte Torakommentator Raschi (1040–1105) einen Brotberuf: Er besaß einen Weinberg. Maimonides (Rambam, 1138–1204), war Arzt. Erst im 14. Jahrhundert wurde dies nach ständiger Ausweitung der Anforderungen schließlich aufgegeben. Selbst danach arbeiteten offenbar viele Rabbiner vorwiegend als Vorbeter.
Zu den Aufgaben eines Rabbiners zählt heute die religiöse Lehre, und als Talmudkenner kommt ihm die Entscheidung in religiösen Fragen zu.
In orthodoxen Gemeinden betet der Vorbeter (hebräisch שליח ציבור, Schliach Tzibur, hebräisch חַזָּן, Chasan) zusammen mit der Gemeinde der Betenden immer zum Toraschrein (hebräisch אָרוֹן הָקׄדֶש  Aron ha-Kodesch, der heilige Schrein) gerichtet, d. h. Richtung Jerusalem mit der Klagemauer, als Gleiche unter Gleichen vor HaSchem. Dagegen leiten in liberalen Gemeinden Reform-Rabbiner oder Kantoren oft stark gekürzte Schabbat- und Festtagsgottesdienste und wenden sich dabei teilweise auch der Gemeinde zu.
Jede jüdische Gemeinde unterhält eine Reihe religiöser Einrichtungen, um ein Leben gemäß der jüdischen Vorschriften zu ermöglichen. Es ist Aufgabe der Rabbiner, sicherzustellen, dass diese Einrichtungen im Einklang mit dem jüdischen Gesetz arbeiten. Beispiele wären die jüdische Schlachtung (Schechita, (hebräisch שחט šacḥaṭ, deutsch ‚schlachten‘)) und die jüdischen Speisegesetze (Kaschrut, hebräisch כַּשְרוּת) in Geschäften und Restaurants sicherzustellen. Sie überwachen das Ritualbad (Mikwe, hebräisch מִקְוֶה), die Grundschule (Cheder, hebräisch חֶדֶר), die Sabbatgrenzen (Eruv, hebräisch עירוב) und die Bestattungsgesellschaft (Chewra Kadischa, hebräisch חֶבְרָא קַדִישָא). In der heutigen Zeit werden Rabbiner, die sich auf diese Art der Supervision spezialisiert haben, als Maschgiach (hebräisch משגיח) eingesetzt.
Ein orthodoxer Rabbiner ist kein Cohen, dem besondere religiöse Aufgaben alleine zustünden. Deshalb kann im Grunde auch jedes dazu befähigte Mitglied einer jüdischen Gemeinde den Gottesdienst leiten, vorbeten, aus der Tora vorlesen usw. In manchen Gemeinden haben jedoch nur Rabbiner die dazu erforderlichen Kenntnisse.
Aufgabe eines Rabbiners ist auch die Betreuung der und die Sorge für die Gemeindemitglieder und für Personen, die mit der Gemeinde in Verbindung stehen, beispielsweise Anwärter auf eine Konversion, hebräisch גר Ger (männlich), beziehungsweise hebräisch גיורת Gijoret (weiblich).
In der Diaspora ist der Rabbiner für seine Gemeinde häufig auch Richter in zivilen Angelegenheiten. Der jüdischen Gemeinschaft war es – und ist es in gewissem Sinne bis zum heutigen Tag – unter Bannandrohung untersagt, internen Streit vor ein weltliches Gericht zu bringen. Dafür stehen Rabbinatsgerichte (Beth Din, hebräisch בית דין Gerichtshof) zur Verfügung, eine halachische (jüdisch-rechtliche) Instanz, welche aus mindestens drei Rabbinatsrichtern besteht. Zu Zeiten, da in Israel noch ausschließlich nach jüdischem Recht gerichtet wurde, konnte je nach Fall die Zusammensetzung auf bis zu 71 Richter anwachsen. In heutiger Zeit erfüllt ein Beth Din insbesondere folgende Aufgaben:
- Gittin (hebräisch גיטין) – Durchführung religiöser Scheidungen
- Gijur (hebräisch גיור) – Durchführung von Übertritten zum Judentum
- Din Tora (hebräisch דין תורה) – Behandeln jüdischer Rechtsfälle
- Birur Jahadut (hebräisch בירור יהדות) – Klärung des jüdischen Status im Zweifelsfall

In den meisten Gemeinden wird aufgrund seiner Vorbildfunktion von einem Rabbiner erwartet, dass er verheiratet ist und Kinder hat.
In vielen Ländern bieten Militärrabbiner religiöse Dienstleistungen für jüdische Soldaten an. Feldrabbiner war die frühere Bezeichnung für Rabbiner in der Militärseelsorge. Feldrabbiner wurden unter anderem in den Streitkräften Österreich-Ungarns und des deutschen Kaiserreiches eingesetzt. Militärrabbiner tragen die Verantwortung für die Durchführung oder Koordinierung von Gottesdiensten, die Überwachung der koscheren Küche und die Aufrechterhaltung des Synagogenbetriebs.
In Israel führen sie auch Heiratszeremonien (hebräisch חוּפָּה Chuppa) und die Brit Mila (hebräisch ברית מילה Bund der Beschneidung) durch. Das Militärrabbinat überwacht die rechtliche und religiöse Bestätigung von Ehen und Scheidungen von Soldaten während ihres Militärdienstes. Ebenso ist es für die Beisetzung von Soldaten gemäß den religiösen Vorschriften verantwortlich.

## Haskala
Orthodoxe Rabbiner wurden und werden in einer Talmudhochschule, einer Jeschiwa oder einem orthodoxen Rabbinerseminar ausgebildet. Im Zuge der Haskala, der jüdischen Aufklärung, werden Rabbiner im  liberalen Judentum in eigenen Rabbinerseminaren ausgebildet. Salomo Juda Rapoport (1790–1867) begründete die historisch-kritische Methode, wendete sie zur Exegese auf das talmudisch-rabbinische Schrifttum an und lieferte grundlegende Arbeiten. Die Anfänge des liberalen Judentums (auch Progressives Judentum oder, besonders in Nordamerika, Reformjudentum) liegen im Deutschland des 19. Jahrhunderts und gehen auf die Auslegungen der Rabbiner Abraham Geiger, Samuel Holdheim, David Einhorn und anderer zurück. Die weltweit erste Rabbinerin war Regina Jonas.

## Rabbiner-Ausbildung in Deutschland
Heutzutage bildet ein Bachelorstudium in Jüdischen Studien die Grundlagen für angehende Rabbiner. Es umfasst eine wissenschaftliche Ausbildung in Religion, Kultur und Literatur des Judentums in Geschichte und Gegenwart sowie in der Geschichte des jüdischen Volkes. Dazu kommt eine Sprachausbildung in Hebräisch. Es werden Methoden gelehrt, die zu eigenständiger Recherche und Problemlösung sowie zur Arbeit mit hebräischsprachigen Quellen, insbesondere Thora und Talmud, befähigen. Im anschließenden Masterstudium werden die Kenntnisse insbesondere in jüdischer Religionspraxis und Rechtsgelehrsamkeit vertieft. Insgesamt dauert die Ausbildung in der Regel fünf bis sieben Jahre.
Mittels der Semicha erfolgt die formelle Einsetzung als Rabbiner. Durch die Semicha wird die Berechtigung zugesprochen, gültige Entscheidungen in Fragen des Religionsgesetzes, der Halacha, zu treffen.

### Orthodoxer Rabbiner

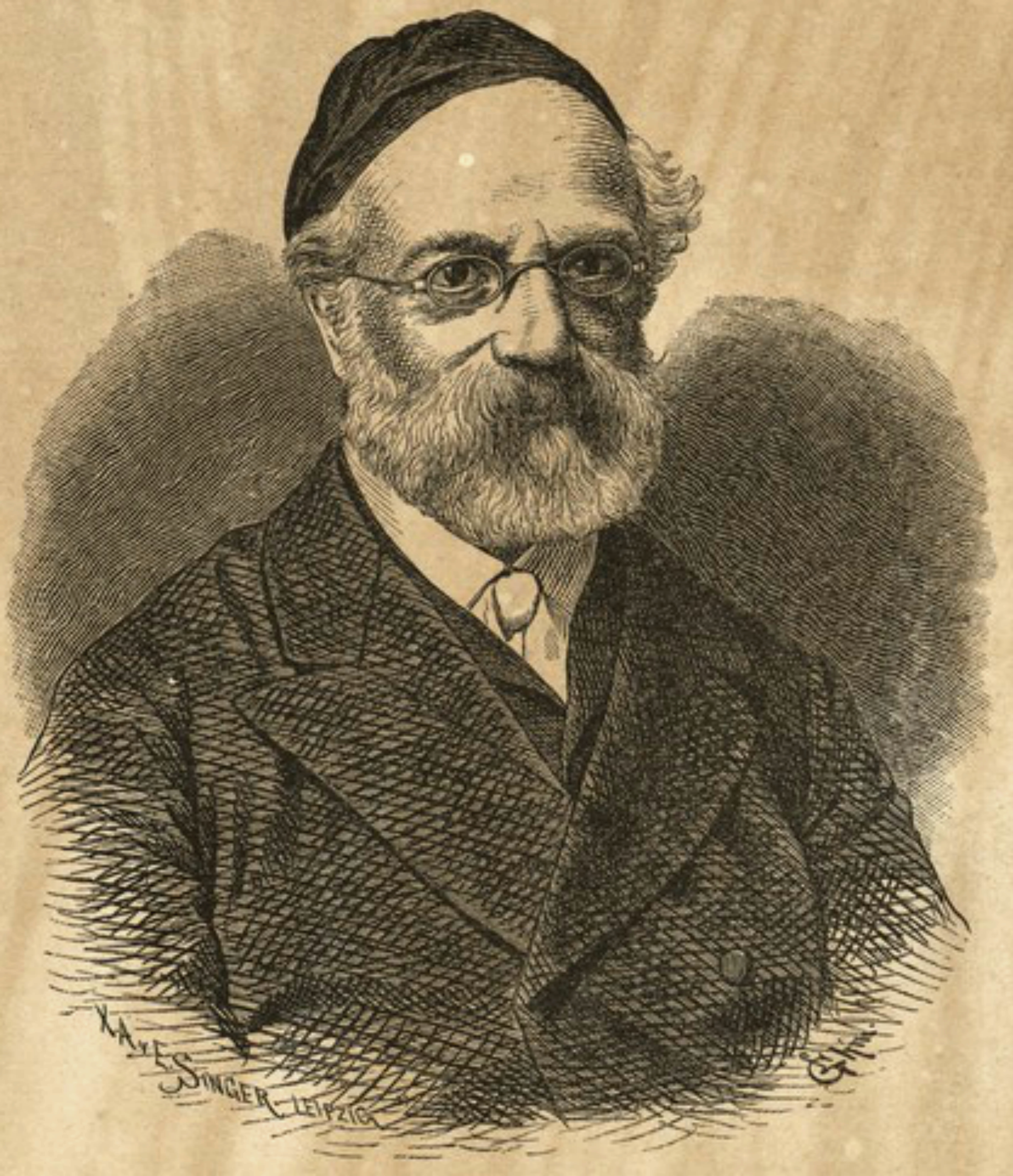
Samson Raphael Hisch, Begründer der Abspaltung Austrittsorthodoxie

Bis 1939 gab es in Berlin mit dem von Esriel Hildesheimer 1873 gegründeten Rabbinerseminar zu Berlin und in Breslau mit dem Jüdisch-Theologischen Seminar zwei wissenschaftlich orientierte orthodoxe Ausbildungsstätten.
2009 gründete die Ronald S. Lauder Foundation im Rahmen ihrer dortigen Jeschiwa das Rabbinerseminar zu Berlin, das die Tradition orthodoxer Rabbinerausbildung in Berlin wieder aufnehmen will. Die ersten Absolventen – Avraham Radbil und Zsolt Balla – wurden am 2. Juni 2009 in der Münchner Synagoge Ohel Jakob ordiniert. Die Hochschule für Jüdische Studien Heidelberg hat einen Studiengang für das Rabbinat, das „binnendifferenziert“ auf verschiedene jüdische Denominationen orientiert werden soll.

### Reform-Rabbiner
Bis 1939 gab es in Berlin die reformierte wissenschaftlich orientierte Hochschule für die Wissenschaft des Judentums.
Das 1999 gegründete Abraham Geiger Kolleg ist ein An-Institut der Universität Potsdam und die erste entsprechende Neugründung in Kontinentaleuropa nach der Schoa. Es ist nach Abraham Geiger, einem wichtigen Vertreter des liberalen Judentums in Deutschland, benannt und wurde von den Rabbinern Walter Jacob und Walter Homolka ins Leben gerufen. Am 14. September 2006 wurden in der Neuen Synagoge Dresden die ersten Reform-Absolventen ordiniert.

## Bedeutende Rabbiner (Auswahl)
Raschi (Rabbenu Schlomo ben Jizchak) wirkte in Nordfrankreich. Seine Tanach- und Talmudkommentare haben große Wirkung erlangt. Im Gegensatz zu den Kollegen im sephardischen Judentum hatten seine Anhänger jedoch keine philosophische Ausbildung.
Maimonides, auch bekannt als RaMBaM (dem Akronym seines Namens: Rabbenu Mosche Ben Maimon) galt für Jahrzehnte als geistiges Haupt der Sepharden und als einer der bedeutendsten jüdischen Gelehrten überhaupt. Er gilt als bedeutender Gelehrter des Mittelalters.

## Rabbinerinnen (Auswahl)

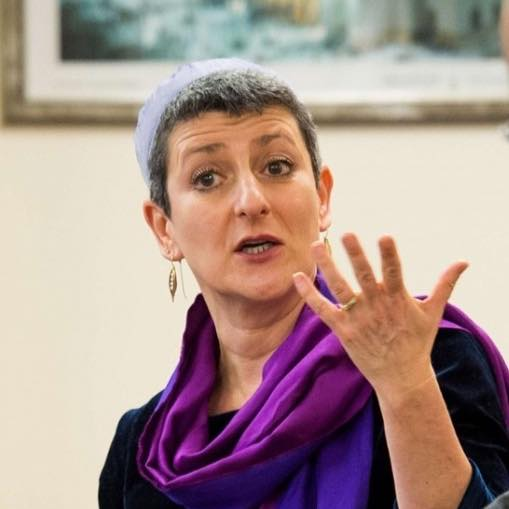
Laura Janner-Klausner (2015), ehemalige Oberrabbinerin des Reformjudentums im Vereinigten Königreich

Hauptartikel: Rabbinerin

### Neuzeit
- Asenath Barzani, (1590–1670 in Amediye, Kurdistan) auch Leiterin der Jeschiwa in Mosul

### Moderne
- Regina Jonas (1902–1944), Berlin
- Sally Priesand (* 1946), USA
- Bea Wyler (* 1951), Schweiz
- Laura Janner-Klausner (* 1963), Vereinigtes Königreich
- Antje Yael Deusel (* 1960), Bamberg
- Elisa Klapheck (* 1962) Frankfurt/Main, zuvor Amsterdam, Mitglied der Allgemeine Rabbinerkonferenz Deutschland (ARK) sowie assoziiertes Mitglied des Rabbinic Board von „Liberal Judaism“ in London. 1999 „Bet Debora“ – historisch erste „Tagung europäischer Rabbinerinnen, Kantorinnen und rabbinisch gelehrter Jüdinnen und Juden“ in Berlin, (gemeinsam mit Lara Dämmig und Rachel Monika Herweg)
- Gesa Ederberg (* 1968), Berlin
- Angela Warnick Buchdahl (* 1972), New York
- Alina Treiger (* 1979), Oldenburg und Delmenhorst

Angela Warnick Buchdahl ist die erste asiatische Amerikanerin, die zum Rabbiner geweiht wurde. 2011 wurde sie von Newsweek und dem Daily Beast als eine der „einflussreichsten Rabbiner Amerikas“ erwähnt und 2012 von der Daily Beast als eine der „50 einflussreichsten Rabbiner Amerikas“ bezeichnet. Bei Forward 50 war sie 2014 unter den Top Five. Forward 50 ist eine Liste amerikanischer Juden, die national den größten Einfluss hatten. Am 1. Juli 2014 trat Angela Buchdahl die Nachfolge von Peter Rubinstein als Oberrabbiner der Central Synagogue (Manhattan) an. Die Zentralsynagoge hat über 7.000 Mitglieder, ein Stiftungskapital von über 30 Millionen US-Dollar und etwa 100 Vollzeitbeschäftigte.
Buchdahl führt in der Zentralsynagoge interreligiöse Hochzeiten für Paare durch, die bekundeten, dass sie sich „verpflichtet haben, einen jüdischen Haushalt zu gründen“.
Im Dezember 2019 zählte die Jewish Telegraphic Agency sie zu den Juden, die die 2010er Jahre definierten, und erklärte: „Die Wahl von Buchdahl, den pensionierten Rabbi Peter Rubinstein zu ersetzen, hat eine Frau und eine farbige Jüdin zu einer Position von praktisch beispielloser Bedeutung in der jüdischen Welt erhoben und machte Buchdahl zu einem starken Symbol für das sich wandelnde Gesicht des amerikanischen Judentums.“

### Anfänge

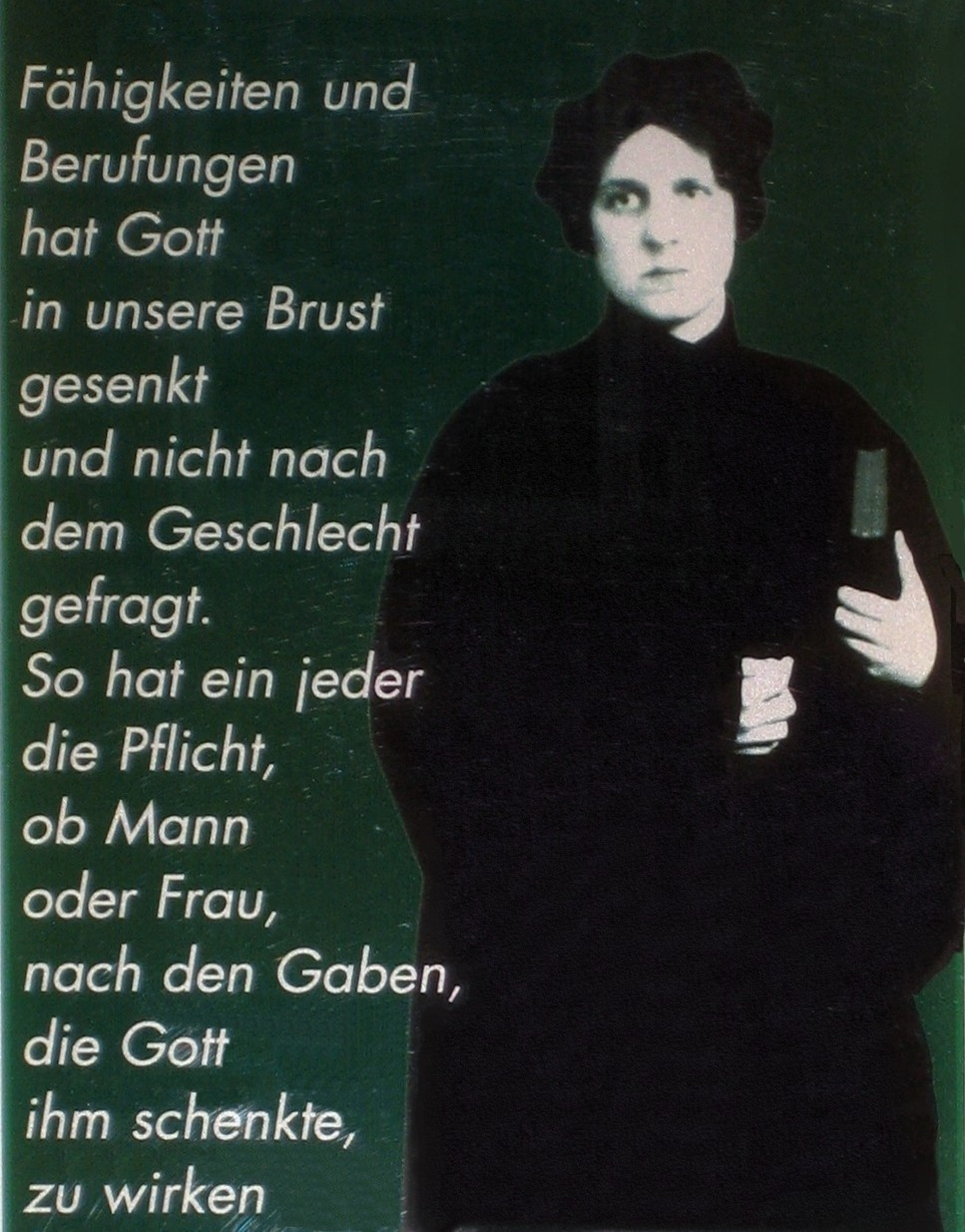
Im Deutschen Reich wurde Regina Jonas 1935 zur weltweit ersten Reform-Rabbinerin ordiniert

Die erste ordinierte Rabbinerin war die in mehreren Berliner Synagogen und auch nach ihrer Deportation im Ghetto Theresienstadt wirkende Berlinerin Regina Jonas, die 1935 durch den Offenbacher Reform-Rabbiner Max Dienemann ordiniert wurde. 1944 wurde sie in Auschwitz ermordet.
Die erste Rabbinerin in den USA war Sally Jane Priesand, die 1972 am Hebrew Union College in Cincinnati ordiniert wurde. Im Jahr 1985 wurde Rabbi Julie Schwartz die erste Militärrabbinerin in der US Navy.

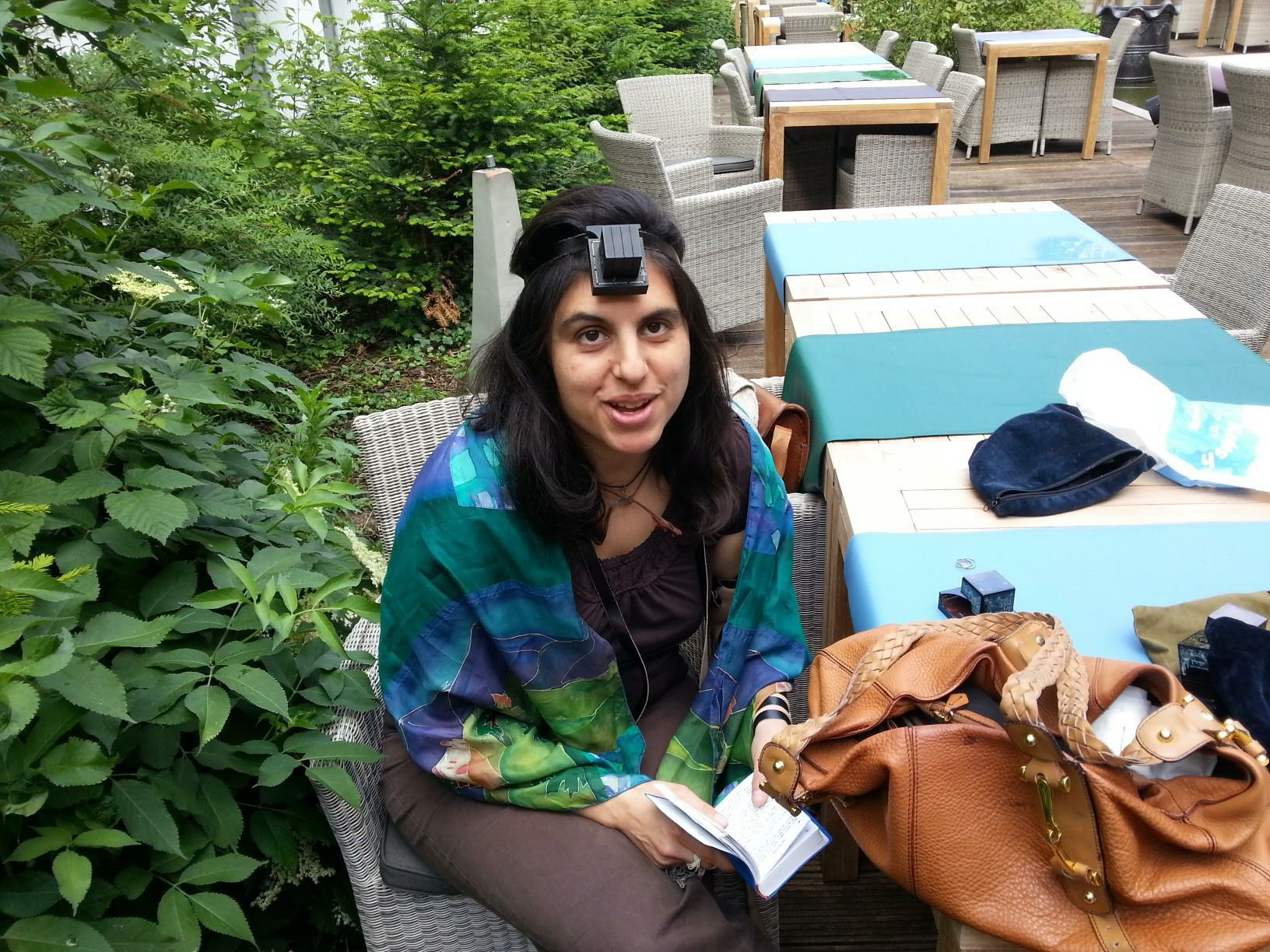
Die erste französische, 2005 in Belgien ordinierte Rabbanit Floriane Chinsky mit Tefillin und Tallit.

Erst seit den 1970er Jahren werden Frauen in größerer Zahl zu Rabbinerinnen ordiniert. Das Hebrew Union College – Jewish Institute of Religion spielte hierbei eine Vorreiterrolle. Heutzutage werden weibliche Rabbiner in allen Zweigen des progressiven Judentums ordiniert, während im orthodoxen Judentum die Frauen nicht Rabbiner werden können. Die orthodoxe jüdische Tradition besagt, dass das Rabbinat ein Privileg der Männer sei. Die zunehmende Forderung,  in orthodoxen Jeschiwas Frauen als rabbinische Studenten zuzulassen, hat zu einem breiten Widerstand der orthodoxen Rabbinate geführt. In den letzten zwanzig Jahren hat das orthodoxe Judentum jedoch begonnen, Aufgaben  für Frauen als halachische Gerichtsberater und Gemeindebeauftragte zu entwickeln.
Seit den 1990er Jahren erhielten in den USA auch einige Frauen eine äquivalente modern-orthodoxe Ordination, ohne dass sie jedoch die entsprechenden Funktionen in orthodoxen jüdischen Gemeinden wahrnehmen konnten. Anfang 2009 wurde Sara Hurwitz vom modern-orthodoxen Rabbiner Avi Weiss, dem Begründer der „Offenen Orthodoxie“ (Open Orthodoxy), als Maharat in New York ordiniert. Sie ist in der modern-orthodoxen Gemeinde „Hebrew Institute of Riverdale“ in der Funktion eines Rabbiners tätig. Ihr Titel Maharat ist ein sonst nicht gebräuchliches hebräisches Akronym von manhiga hilchatit ruchanit toranit (deutsch: halachisches, spirituelles und Tora-Oberhaupt). Seit Februar 2010 trägt sie als erste modern-orthodoxe Rabbinerin den Titel Rabba, was innerhalb der jüdischen Orthodoxie und Ultraorthodoxie heftige Kritik hervorgerufen hat.
2010 wurde Alina Treiger als erste Frau in Deutschland nach Regina Jonas durch das Abraham Geiger Kolleg zur Rabbinerin ordiniert. 2011 folgte Antje Yael Deusel.
Die grammatikalisch korrekte, hebräische weibliche Parallele zum maskulinen Titel Rabbiner ist Rabbanit (hebräisch רבנית). Teilweise wird eine feminisierte Form von Rav (hebräisch רב) als Titel Rabba (hebräisch רבה) verwendet. Einige verwenden eine andere Variante, Rabet, für einen weiblichen Rabbiner. (Eine Rebbetzin (bei Aschkenasim üblich) oder eine Rabbanit (unter Sephardim verwendet) ist der offizielle „Titel“ für die Ehefrau eines orthodoxen Rabbiners).

## Allgemeine Rabbinerkonferenz Deutschland
Die Allgemeine Rabbinerkonferenz Deutschland (ARK) ist ein Zusammenschluss liberaler, Masorti- oder offen-traditioneller Rabbiner und Rabbinerinnen. Sie wurde 2005 in Braunschweig als Reaktion auf die Gründung der Orthodoxe Rabbinerkonferenz und aufgrund struktureller Veränderungen des Judentums in Deutschland seit den 1990er-Jahren gegründet. Diese bestehen vor allem in der Erstarkung und Neugründung entsprechender Gemeinden des liberalen, Reform- und konservativen Judentums und im Bedürfnis einer vollberechtigten Mitgliedschaft von Frauen. Aktuell (Juni 2018) hat sie 29 Mitglieder.
Die ARK vereinigt auch die Rabbiner und Rabbinerinnen der Union progressiver Juden in Deutschland. Diese erkennt ihrerseits die Zuständigkeit des Bet Din der ARK in jüdisch-religionsgesetzlichen Fragen an. Der ehemalige Dachverband Deutsche Rabbinerkonferenz mit der Orthodoxen Rabbinerkonferenz (ORD) ist spätestens seit März 2015 nicht mehr existent und nicht mehr belegt.
Rabbiner der orthodoxen Bewegung Chabad Lubawitsch haben als eigene Rabbinerkonferenz den Deutschen Rabbinerrat gegründet.

## Auslegung
Die Auslegung der Texte erfolgt auch heute noch in einer sehr großen Bandbreite, vom liberalen Judentum bis zu den Satmarer Chassiden, deren Regeln Deborah Feldman in ihrem auch verfilmten Buch Unorthodox beschrieben hat.
Die Haskala wird von Vertretern der Orthodoxie abgelehnt, weshalb Reformrabbiner von den orthodoxen Rabbinern nicht anerkannt werden. Beispielsweise erlauben Reformrabbiner am Schabbat das Autofahren zur Synagoge, wogegen das orthodoxe Judentum dies verbietet, da die Zündung des Motors als – verbotenes – „Feuermachen“ im Motorraum gilt. Das orthodoxe Judentum empfiehlt Juden, die weit von der Synagoge entfernt wohnen, das Beten zu Hause und das Treffen der Freunde in der Synagoge am Sonntag, wenn wieder Auto gefahren werden darf. Für orthodoxe Rabbiner gelten sogenannte Vaterjuden wie Theodor W. Adorno als nicht jüdisch. Sie werden auch vom Staat Israel nicht als jüdisch anerkannt.

## Hierarchie
Im Judentum gibt es kein Papsttum. Unter orthodoxen Rabbinern wird diskutiert, ob der Ober- oder Großrabbiner eines Landes oder einer Gemeinde als jeweils höchste religiöse Instanz anzuerkennen ist. Als Erbe der britischen Mandatszeit gibt es zum Beispiel für den Staat Israel ein Großrabbinat. Es besteht heute aus zwei Mitgliedern:
- Rischon leZion, Oberhaupt der Sephardim;
- Rav ha-Raschi, aschkenasischer Oberrabbiner.